# Luborzyca
Luborzyca est une localité polonaise, siège de la gmina de Kocmyrzów-Luborzyca, située dans le powiat de Cracovie en voïvodie de Petite-Pologne.